# Nipponomysis longipes
Nipponomysis longipes is een aasgarnalensoort uit de familie van de Mysidae. De wetenschappelijke naam van de soort is voor het eerst geldig gepubliceerd in 1977 door Murano.